# Conus ermineus
Conus ermineus е вид охлюв от семейство Conidae. Възникнал е преди около 2,59 млн. години по времето на периода неоген. Видът не е застрашен от изчезване.

## Разпространение и местообитание
Разпространен е в Американски Вирджински острови, Ангола, Ангуила, Антигуа и Барбуда, Аруба, Барбадос, Белиз, Бенин, Бонер, Британски Вирджински острови, Венецуела, Габон, Гамбия, Гана, Гваделупа, Гвинея, Гренада, Демократична република Конго, Доминика, Доминиканска република, Екваториална Гвинея, Кабо Верде, Кайманови острови, Камерун, Колумбия, Коста Рика, Кот д'Ивоар, Куба, Кюрасао, Либерия, Мартиника, Мексико, Монсерат, Нигерия, Пуерто Рико, Саба, САЩ (Алабама, Луизиана, Тексас и Флорида), Свети Мартин, Сейнт Винсент и Гренадини, Сейнт Китс и Невис, Сейнт Лусия, Сен Бартелми, Сен Естатиус, Сенегал, Синт Мартен, Суринам, Того, Тринидад и Тобаго, Търкс и Кайкос, Хаити и Ямайка.
Обитава крайбрежията и пясъчните дъна на океани. Среща се на дълбочина от 37 до 66 m, при температура на водата от 25,8 до 27,1 °C и соленост 35,6 – 36,3 ‰.